# Rémi Bezançon
Rémi Bezançon (Parigi, 25 marzo 1971) è un regista e sceneggiatore francese.

## Filmografia

### Regista
- Little Italie – cortometraggio (1997)
- Vikings – cortometraggio (2001)
- Paraboles – cortometraggio (2003)
- Ma vie en l'air (2005)
- Le Premier Jour du reste de ta vie (2008)
- Travolti dalla cicogna (Un heureux événement) (2011)
- Le avventure di Zarafa – Giraffa giramondo (Zarafa) (2012)
- Nos Futurs (2015)
- Il mistero Henri Pick (Le Mystère Henri Pick) (2019)

### Sceneggiatore
- Little Italie – cortometraggio, regia di Rémi Bezançon (1997)
- Les brigands – cortometraggio, regia di Jérôme Le Maire (2000)
- Vikings – cortometraggio, regia di Rémi Bezançon (2001)
- Paraboles – cortometraggio, regia di Rémi Bezançon (2003)
- Vendues, regia di Jean-Claude Jean (2004)
- Ma vie en l'air, regia di Rémi Bezançon (2005)
- Le Premier Jour du reste de ta vie, regia di Rémi Bezançon (2008)
- Travolti dalla cicogna (Un heureux événement), regia di Rémi Bezançon (2011)
- Le avventure di Zarafa – Giraffa giramondo (Zarafa), regia di Rémi Bezançon (2012)
- Premiers Crus, regia di Jérôme Le Gris (2015)
- Nos Futurs, regia di Rémi Bezançon (2015)
- Il mistero Henri Pick (Le Mystère Henri Pick), regia di Rémi Bezançon (2019)

## Premi e candidature
- Premio César
  - 2009 – Candidatura al miglior regista per Le Premier Jour du reste de ta vie
  - 2009 – Candidatura alla migliore sceneggiatura originale per Le Premier Jour du reste de ta vie
- Étoile d'Or
  - 2009 – Migliore sceneggiatura originale per Le Premier Jour du reste de ta vie